# Wherever I Go
"Wherever I Go" is een nummer van de Amerikaanse poprockband OneRepublic van hun nog te verschijnen vierde studioalbum. Het nummer is geschreven en geproduceerd door de leadzanger van de band, Ryan Tedder, bassist en cellist Brent Kutzle en muziekproducent Noel Zancanella. Het kwam uit als de eerste single van het album op 13 mei 2016.

## Videoclip
De bijhorende videoclip is geregisseerd door Joseph Kahn en geproduceerd door Jill Hardin. De videoclip verscheen op 17 juni 2016 en gaat over een dag van een Koreaanse zakenman die wordt belemmerd in zijn dagelijkse routine. 

## Tracklijst
| Nr. | Titel         | Duur |
| --- | ------------- | ---- |
| 1.  | Wherever I Go | 2:49 |

| Nr. | Titel                         | Duur |
| --- | ----------------------------- | ---- |
| 1.  | Wherever I Go                 | 2:49 |
| 2.  | Wherever I Go (instrumentaal) | 2:49 |

## Hitnoteringen

### Nederlandse Top 40
| Hitnotering: 23-07-2016 t/m 03-09-2016 | Hitnotering: 23-07-2016 t/m 03-09-2016 | Hitnotering: 23-07-2016 t/m 03-09-2016 | Hitnotering: 23-07-2016 t/m 03-09-2016 | Hitnotering: 23-07-2016 t/m 03-09-2016 | Hitnotering: 23-07-2016 t/m 03-09-2016 | Hitnotering: 23-07-2016 t/m 03-09-2016 | Hitnotering: 23-07-2016 t/m 03-09-2016 | Hitnotering: 23-07-2016 t/m 03-09-2016 |
| Week:                                  | 1                                      | 2                                      | 3                                      | 4                                      | 5                                      | 6                                      | 7                                      |                                        |
| -------------------------------------- | -------------------------------------- | -------------------------------------- | -------------------------------------- | -------------------------------------- | -------------------------------------- | -------------------------------------- | -------------------------------------- | -------------------------------------- |
| Positie:                               | 38                                     | 35                                     | 30                                     | 28                                     | 36                                     | 37                                     | 39                                     | uit                                    |

### NederlandseSingle Top 100
| Hitnotering: 18-06-2016 t/m 08-10-2016 | Hitnotering: 18-06-2016 t/m 08-10-2016 | Hitnotering: 18-06-2016 t/m 08-10-2016 | Hitnotering: 18-06-2016 t/m 08-10-2016 | Hitnotering: 18-06-2016 t/m 08-10-2016 | Hitnotering: 18-06-2016 t/m 08-10-2016 | Hitnotering: 18-06-2016 t/m 08-10-2016 | Hitnotering: 18-06-2016 t/m 08-10-2016 | Hitnotering: 18-06-2016 t/m 08-10-2016 | Hitnotering: 18-06-2016 t/m 08-10-2016 | Hitnotering: 18-06-2016 t/m 08-10-2016 | Hitnotering: 18-06-2016 t/m 08-10-2016 | Hitnotering: 18-06-2016 t/m 08-10-2016 | Hitnotering: 18-06-2016 t/m 08-10-2016 | Hitnotering: 18-06-2016 t/m 08-10-2016 | Hitnotering: 18-06-2016 t/m 08-10-2016 | Hitnotering: 18-06-2016 t/m 08-10-2016 | Hitnotering: 18-06-2016 t/m 08-10-2016 | Hitnotering: 18-06-2016 t/m 08-10-2016 |
| Week:                                  | 1                                      | 2                                      | 3                                      | 4                                      | 5                                      | 6                                      | 7                                      | 8                                      | 9                                      | 10                                     | 11                                     | 12                                     | 13                                     | 14                                     | 15                                     | 16                                     | 17                                     |                                        |
| -------------------------------------- | -------------------------------------- | -------------------------------------- | -------------------------------------- | -------------------------------------- | -------------------------------------- | -------------------------------------- | -------------------------------------- | -------------------------------------- | -------------------------------------- | -------------------------------------- | -------------------------------------- | -------------------------------------- | -------------------------------------- | -------------------------------------- | -------------------------------------- | -------------------------------------- | -------------------------------------- | -------------------------------------- |
| Positie:                               | 82                                     | 77                                     | 86                                     | 98                                     | 61                                     | 54                                     | 48                                     | 39                                     | 38                                     | 44                                     | 47                                     | 50                                     | 49                                     | 50                                     | 51                                     | 71                                     | 93                                     | uit                                    |

### NederlandseMega Top 50
| Hitnotering: 16-07-2016 t/m 24-09-2016 | Hitnotering: 16-07-2016 t/m 24-09-2016 | Hitnotering: 16-07-2016 t/m 24-09-2016 | Hitnotering: 16-07-2016 t/m 24-09-2016 | Hitnotering: 16-07-2016 t/m 24-09-2016 | Hitnotering: 16-07-2016 t/m 24-09-2016 | Hitnotering: 16-07-2016 t/m 24-09-2016 | Hitnotering: 16-07-2016 t/m 24-09-2016 | Hitnotering: 16-07-2016 t/m 24-09-2016 | Hitnotering: 16-07-2016 t/m 24-09-2016 | Hitnotering: 16-07-2016 t/m 24-09-2016 | Hitnotering: 16-07-2016 t/m 24-09-2016 | Hitnotering: 16-07-2016 t/m 24-09-2016 |
| Week:                                  | 1                                      | 2                                      | 3                                      | 4                                      | 5                                      | 6                                      | 7                                      | 8                                      | 9                                      | 10                                     | 11                                     |                                        |
| -------------------------------------- | -------------------------------------- | -------------------------------------- | -------------------------------------- | -------------------------------------- | -------------------------------------- | -------------------------------------- | -------------------------------------- | -------------------------------------- | -------------------------------------- | -------------------------------------- | -------------------------------------- | -------------------------------------- |
| Positie:                               | 49                                     | 37                                     | 36                                     | 36                                     | 24                                     | 24                                     | 33                                     | 33                                     | 33                                     | 39                                     | 48                                     | uit                                    |

## Releasedata
| Land       | Releasedatum | Formaat        | Label                      |
| ---------- | ------------ | -------------- | -------------------------- |
| Wereldwijd | 13 mei 2016  | Muziekdownload | Mosley, Geffen, Interscope |
| Wereldwijd | 27 mei 2016  | Cd maxisingle  | Mosley, Geffen, Interscope |